# ノサップマルハナバチ
ノサップマルハナバチ（学名：Bombus florilegus）は、昆虫綱・ハチ目（膜翅目）・ミツバチ科に分類されるマルハナバチの一種。

## 分布
北海道の東部の限られた地域（根室半島、野付半島、知床半島）に分布する。

## 特徴
体長は女王ハチ4.9-5.7mm、働きバチ3.3-4.7mm、雄ハチ4.2-4.7mm。
生息地が限られており、詳細な生態に関する情報は不足している。

## 保全状況評価
- 準絶滅危惧（NT）（環境省レッドリスト）

環境省のレッドリストでは、2007年時点では情報不足となっていたが、2012年の第4次レッドリストでは準絶滅危惧に選定された。北海道のレッドデータブックでは希少種に指定されている。
外来種であるセイヨウオオマルハナバチが多く定着している地域では、本種の生息数が減少していることが示されている。